# Levada do Caldeirão Verde
A Levada do Caldeirão Verde é um percurso pedestre de pequena rota (PR9), localizado em Santana, na ilha da Madeira, Portugal. O trilho começa na Parque Florestal das Queimadas e segue a levada até chegar à cascata do Caldeirão Verde, passando por quatro túneis cuja intensa humidade requer atenção ao caminhante. O regresso é feito utilizando a mesma rota, em direção oposta.
A construção desta levada foi realizada no século XVIII, para aproveitamento agrícola na freguesia do Faial.

## Características
- Distância total: 6,5 km (ida e volta 13 km)
- Duração: 5:30 horas
- Atitude: 980 m de máxima e 890 m de mínima
- Início e fim: Parque Florestal das Queimadas

## Levadas
- Lista das levadas da ilha da madeira

## Fonte
- «Levada do Caldeirão Verde»